# クロリンデ (小惑星)
クロリンデ (282 Clorinde) は小惑星帯にある典型的なB型小惑星の一つ。
1889年1月28日にニースでオーギュスト・シャルロワによって発見され、トルクァート・タッソの叙事詩『解放されたエルサレム』の登場人物クロリンダ (Clorinda) にちなんで命名された。